# Siegfried Heckscher

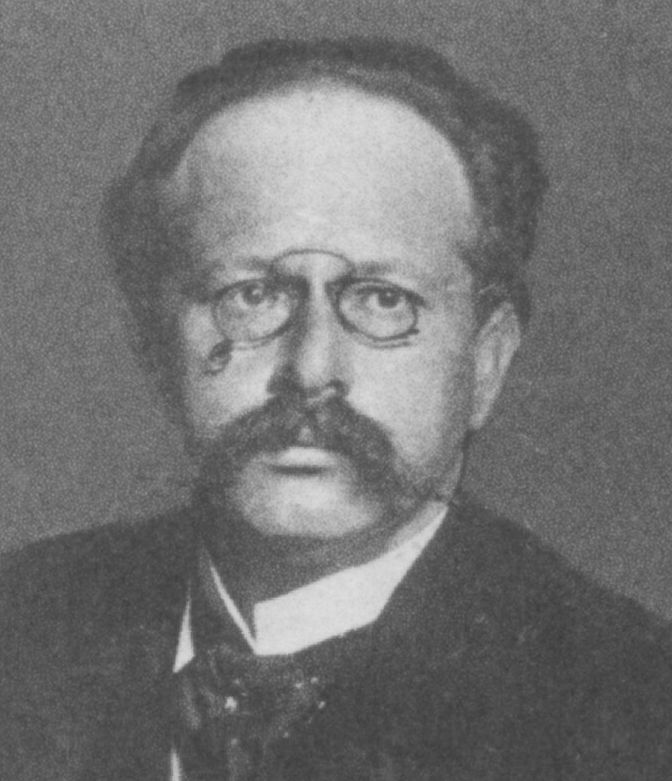
Siegfried Heckscher als Reichstagsabgeordneter 1912

Siegfried Heckscher (* 8. September 1870 in Hamburg; † 5. Februar 1929 ebenda) war ein deutscher Jurist und Mitglied des Deutschen Reichstags.

## Leben
Heckscher besuchte die Stiftungsschule von 1815 in Hamburg, alsdann das Christianeum in Altona, die Universitäten Freiburg, München und Berlin. Er lebte zu wirtschaftlichen Studienzwecken wiederholt in England, in Frankreich und in den Vereinigten Staaten und studierte Volkswirtschaft. Er veröffentlichte in den Schriften des Vereins für Sozialpolitik über die Lage des Schuhmachergewerbes in Holstein, die Lage der in der Seeschifffahrt beschäftigten Arbeiter, in den Annalen des Deutschen Reiches eine archivalische Studie über die alten Hamburger Zunftgerichte, verschiedene Aufsätze in der Nation, den Preußischen Jahrbüchern und anderen Zeitschriften.
1899 wurde er Rechtsanwalt in Hamburg und gab mit Carl Mönckeberg die hamburgische politisch-literarische Wochenschrift Der Lotse heraus. Später wandte er sich dramatischen Arbeiten zu und veröffentlichte Der Stürmer, Schuld, Karl I., Der Tod und Der Spielmann. Weiter gehörte er dem engeren Ausschuss des Vereins für Sozialpolitik an, war Mitglied des Bühnenschriftstellervereins, Vorstandsmitglied des Vereins für soziale, innere Kolonisation Deutschlands und seit 1912 Mitglied des Direktoriums der Hamburg-Amerika-Linie zu Hamburg, zuständig für deren Sozialpolitische Abteilung.
Von 1907 bis 1918 war er Mitglied des Deutschen Reichstags für den Wahlkreis Provinz Schleswig-Holstein 10 (Herzogtum Lauenburg) und die Freisinnige Vereinigung bzw. die Fortschrittliche Volkspartei.